# FN's fredsbevarende styrker
FN's fredsbevarende styrker er militære styrker udsendt af FNs sikkerhedsråd, siden 1948.
Anno 2011 har styrkerne deltaget i 63 missioner over hele verden, heraf er 17 missioner igangværende.
FN's fredsbevarende styrker blev tildelt Nobels fredspris i 1988. Den 29. maj proklamerede FN som Den internationale dag for FN's fredsbevarende styrker. 
I 1996 blev SHIRBRIG oprettet som en stående del af FN's fredsbevarende styrker. SHIRBRIG havde sit internationale hovedkvarter på Høvelte Kaserne nord for København.

## Første international mission (1948)
Den første mission fandt sted i 1948, hvor en gruppe observatører blev udsendt for at kontrollere og opretholde våbenhvilen i den nyligt afsluttede isralsk – arabiske krig.

## Første danske fredsbevarende styrke (1956)
Første danske fredsbevarende styrke blev i 1956 indsat i Ægypten, som del af UNEF I.
Det danske kontingent var en bataljon fra 7. regiment i Fredericia.
Bataljonens chef var oberstløjtnant Carl Engholm.
Det danske kontingent indgik i en kombineret dansk/ norsk styrke, som opererede  i  Suez, Sinai og Gaza. 

## Andre FN-styrker
- UNEF II: United Nations' Emergency Force I (Mellemøsten) 1973-79